# Seven Sudamericano Femenino 2025
El Seven Sudamericano Femenino de 2025 fue la vigésimo quinta edición del torneo de selecciones femeninas de rugby 7 organizado por la Sudamérica Rugby.
Se disputó entre el 24 y 25 de mayo en las instalaciones de la Complejo Deportivo Villa María del Triunfo de Lima, Perú, en paralelo al Seven masculino.
El torneo entregó dos boletos para el Challenger Series 2026.

## Equipos participantes
- Argentina
- Brasil
- Chile
- Colombia
- Ecuador
- Guatemala
- Paraguay
- Perú
- Uruguay

## Fase de grupos

### Grupo A
| Pos | Países    | Partidos | Partidos | Partidos | Partidos | Tantos | Tantos | Tantos | Pts |
| Pos | Países    | J        | G        | E        | P        | PF     | PC     | DP     | Pts |
| --- | --------- | -------- | -------- | -------- | -------- | ------ | ------ | ------ | --- |
| 1   | Argentina | 2        | 2        | 0        | 0        | 79     | 5      | +74    | 6   |
| 2   | Paraguay  | 2        | 1        | 0        | 1        | 44     | 43     | +1     | 3   |
| 3   | Perú      | 2        | 0        | 0        | 2        | 7      | 82     | -75    | 0   |

#### Partidos
| 24 de mayo | Paraguay | 39 - 7 | Perú |  |  |

| 24 de mayo | Argentina | 43 - 0 | Perú |  |  |

| 24 de mayo | Argentina | 36 - 5 | Paraguay |  |  |

### Grupo B
| Pos | Países    | Partidos | Partidos | Partidos | Partidos | Tantos | Tantos | Tantos | Pts |
| Pos | Países    | J        | G        | E        | P        | PF     | PC     | DP     | Pts |
| --- | --------- | -------- | -------- | -------- | -------- | ------ | ------ | ------ | --- |
| 1   | Brasil    | 2        | 2        | 0        | 0        | 110    | 5      | +105   | 6   |
| 2   | Chile     | 2        | 1        | 0        | 1        | 29     | 45     | -16    | 3   |
| 3   | Guatemala | 2        | 0        | 0        | 2        | 5      | 94     | -89    | 0   |

#### Partidos
| 24 de mayo | Chile | 24 - 5 | Guatemala |  |  |

| 24 de mayo | Brasil | 70 - 0 | Guatemala |  |  |

| 24 de mayo | Brasil | 40 - 5 | Chile |  |  |

### Grupo C
| Pos | Países   | Partidos | Partidos | Partidos | Partidos | Tantos | Tantos | Tantos | Pts |
| Pos | Países   | J        | G        | E        | P        | PF     | PC     | DP     | Pts |
| --- | -------- | -------- | -------- | -------- | -------- | ------ | ------ | ------ | --- |
| 1   | Colombia | 2        | 2        | 0        | 0        | 90     | 12     | +78    | 6   |
| 2   | Uruguay  | 2        | 1        | 0        | 1        | 60     | 36     | +24    | 3   |
| 3   | Ecuador  | 2        | 0        | 0        | 2        | 5      | 107    | -102   | 0   |

#### Partidos
| 24 de mayo | Uruguay | 48 - 5 | Ecuador |  |  |

| 24 de mayo | Colombia | 59 - 0 | Ecuador |  |  |

| 24 de mayo | Colombia | 31 - 12 | Uruguay |  |  |

## Fase Final

### Grupo Challenger
|  | Ganador Copa Challenger y del 7° puesto |

| Pos | Países    | Partidos | Partidos | Partidos | Partidos | Tantos | Tantos | Tantos | Pts |
| Pos | Países    | J        | G        | E        | P        | PF     | PC     | DP     | Pts |
| --- | --------- | -------- | -------- | -------- | -------- | ------ | ------ | ------ | --- |
| 1   | Perú      | 2        | 2        | 0        | 0        | 85     | 5      | +80    | 6   |
| 2   | Guatemala | 2        | 1        | 0        | 1        | 32     | 43     | -11    | 3   |
| 3   | Ecuador   | 2        | 0        | 0        | 2        | 10     | 79     | -69    | 0   |

| 25 de mayo | Guatemala | 32 - 5 | Ecuador |  |  |

| 25 de mayo | Perú | 47 - 5 | Ecuador |  |  |

| 25 de mayo | Perú | 38 - 0 | Guatemala |  |  |

### Grupo Copa 1
| Pos | Países    | Partidos | Partidos | Partidos | Partidos | Tantos | Tantos | Tantos | Pts |
| Pos | Países    | J        | G        | E        | P        | PF     | PC     | DP     | Pts |
| --- | --------- | -------- | -------- | -------- | -------- | ------ | ------ | ------ | --- |
| 1   | Argentina | 2        | 2        | 0        | 0        | 88     | 0      | +88    | 6   |
| 2   | Uruguay   | 2        | 1        | 0        | 1        | 32     | 48     | -16    | 3   |
| 3   | Chile     | 2        | 0        | 0        | 2        | 5      | 77     | -72    | 0   |

| 24 de mayo | Uruguay | 32 - 5 | Chile |  |  |

| 25 de mayo | Argentina | 43 - 0 | Uruguay |  |  |

| 25 de mayo | Argentina | 45 - 0 | Chile |  |  |

### Grupo Copa 2
| Pos | Países   | Partidos | Partidos | Partidos | Partidos | Tantos | Tantos | Tantos | Pts |
| Pos | Países   | J        | G        | E        | P        | PF     | PC     | DP     | Pts |
| --- | -------- | -------- | -------- | -------- | -------- | ------ | ------ | ------ | --- |
| 1   | Colombia | 2        | 2        | 0        | 0        | 29     | 21     | +8     | 6   |
| 2   | Brasil   | 2        | 1        | 0        | 1        | 47     | 24     | +23    | 3   |
| 3   | Paraguay | 2        | 0        | 0        | 2        | 12     | 43     | -31    | 0   |

| 24 de mayo | Colombia | 10 - 7 | Paraguay |  |  |

| 25 de mayo | Brasil | 33 - 5 | Paraguay |  |  |

| 25 de mayo | Brasil | 14 - 19 | Colombia |  |  |

### Quinto puesto
| 25 de mayo | Chile | 0 - 41 | Paraguay |  |  |

### Tercer puesto
| 25 de mayo | Uruguay | 0 - 27 | Brasil |  |  |

### Final
| 25 de mayo | Argentina | 21 - 5 | Colombia |  |  |

| Bandera de Argentina |
| Campeón Argentina    |
| Tercer título        |